# 渡辺重国
渡辺 重国（わたなべ しげくに、生年不明 - 1589年5月22日〈天正17年4月8日〉）は、城井（宇都宮）鎮房の家臣で豊前国上毛郡日之瀬（四之瀬とも）城主。通称は、右京進。
主君の鎮房が黒田孝高・長政に謀殺された際、弟の与吉郎をはじめとした宇都宮家の家臣たちとともに黒田勢と奮戦したが、討死した。
子孫は中津藩士となって、代々八幡古表神社の神官を務め、江戸時代中・後期の国学者渡辺重名や、幕末から明治期にかけての国学者である渡辺重春、渡辺重石丸などを輩出した。